# 丸富製紙
丸富製紙株式会社（まるとみせいし）は、家庭紙（トイレットペーパー、ティッシュペーパー）生産の専業製紙会社である。販売地域は全国に及ぶ。家庭用、業務用向けに多様なトイレットペーパーやタオル類を生産。国内初、牛乳パックの再資源化に成功している。

## 事業所
- 本社 - 静岡県
- 工場 - 富士根、今泉、原田、沼津、比奈
- 営業所 - 東京、大阪、名古屋

## 略歴
- 1955年（昭和30年） - 静岡県富士市にて創業。
- 1959年（昭和34年） - トイレットペーパーの生産開始。